# Nasa otuzcensis
Nasa otuzcensis är en brännreveväxtart som beskrevs av Weigend och E.Rodr. Nasa otuzcensis ingår i släktet färgkronor, och familjen brännreveväxter. Inga underarter finns listade i Catalogue of Life.